# Señor de Huanca
El Señor de Huanca es una advocación de Cristo martirizado que se venera en la localidad peruana de Huanca, en el Cusco, y es venerada por peruanos en el Perú y en el exterior por ser considerada milagrosa.

## Primera aparición
Al llegar los españoles, Cusco declinó su importancia política. En poco tiempo la influencia hispánica se hizo sentir en todo el vasto territorio del Virreinato, especialmente, lo cultural y religioso.
Con la evangelización, que fue acogida como esperanza y paliativo del sufrimiento de los aborígenes a manos de los españoles. En poco tiempo, estos se identificaron con el Dios que había sufrido al igual que ellos. Así surgieron muchos cultos de personajes cristianos en todo el Perú. Cusco no sería la excepción y en un lugar cercano al poblado de San Salvador, nació uno de los más famosos cultos cristianos.
Huanca es un hermoso paraje situado en las faldas de la montaña Pachatusan (El que sostiene el mundo), casi a las orillas del río Vilcanota cercano a San Salvador.
En el año de 1675 el Marqués del Valleumbroso descubre una rica veta en la mina de Yasos, como tradición el maltrato de los españoles no podía faltar. Diego Quispe era un humilde campesino sometido al trabajo forzado.
En una ocasión un encomendero castigaba a látigo limpio a un indígena, Diego Quispe al ver esta situación salió en defensa del injustamente castigado hombre.
El capataz español sin titubear mandó a encerrar a Diego, dando la orden de que al día siguiente Diego debía ser severamente castigado. Durante la noche Diego pensaba en el duro castigo que recibiría, y optó por escapar, para esto debía cruzar los montes de Huanca, mientras tanto la luz del día amenazaba con delatarlo.
Así que buscó refugio, llegó a unas rocas que aglomeradas, servían como una especie de caverna bien segura. Diego aún temeroso por el castigo que recibiría si lo encontraban, oró todo el día el "Padre Nuestro" y el "Ave María". Durante el día se sintieron los pasos de los españoles que lo buscaban, sólo el poder de Dios hizo que Diego no sea encontrado, hasta que por fin llegó la noche y Diego se dispuso a partir, al observar el cielo se dio cuenta de que no había luna. De pronto, una luz lo deslumbraba, ante sus ojos una claridad desconocida iluminaba una escena sorprendente. 

Era Jesucristo sangrante por los azotes recibidos, Diego estaba embargado por una emoción divina y permaneció inmóvil, casi fuera de sí, adorando a su Redentor. En eso, Jesucristo le dio un mensaje a Diego: "Diego ... Diego ... te he elegido para que seas una paloma, una paloma mensajera de mi bondad y misericordia, este lugar ha sido escogido para ser volcán de amor y un refrescante manantial de perdón, anda a tu pueblo preséntate ante el cura, haz tu comunión y vuelve yo estaré aquí. Parte al amanecer".

Diego se quedó dormido, rendido por el cansancio, de hambre y por el cúmulo de emociones.
Al amanecer .... Jesucristo habló con Diego: Diego ... levántate ...ve a tu pueblo ...

¡Taytay! No ha sido un sueño. Esto es real Cristo está aquí ... soy tu humilde siervo. Toma este obsequio, Tayta Dios. Una simple crucecita de plata dejada al pie de nuestro señor, fue la primera adoración al Cristo de Huanca. Con el correr de los tiempos, numerosas peregrinaciones vendrían desde los más apartados lugares a depositar su fe en Dios.
 Relato del Señor de Huanca

## Segunda aparición
En junio del mismo año, Diego Quispe cumplía su misión. Un pequeño grupo de personas partían de Chinchero. Diego guiaba al cura de Chincheros, Urioste de la Borda, a Huanca. En la comitiva también estaban algunos familiares de Diego, sólo ellos habían merecido el honor de conocer los pormenores de la divina revelación. Diego había huido de una mina por eso guardó silencio para no delatar su presencia en el pueblo. La pequeña caravana bajó a la quebrada de Calca, cruzó las fincas de Villar y Uchumaca y empezó a subir la cuesta de Huanca. El Cura Urioste detuvo a la caravana a mitad del camino. 
Mientras Diego le mostraba el lugar de la aparición. El cura ordenó a Diego que entre a la caverna y se asegure de la presencia de Cristo, en breve Diego llamó al cura y efectivamente Cristo se encontraba en la caverna con las heridas frescas después de haber sido flagelado, mientras Diego llamó a los demás para ser testigos de la Aparición. 
Esta fue la primera peregrinación a Huanca un puñado de humildes indígenas, sencillos, iniciaban un culto que con el tiempo convergería a millares de almas en busca de paz. Así con el tiempo el Señor de Huanca será al padre y médico consolador de todos los dolores.
Las tierras de Huanca eran propiedad de la orden religiosa de los mercedarios del Cusco, por ello Diego Quispe consideró que era necesario que ellos supieran de los extraordinarios acontecimiento. El Comendador de la orden religiosa aceptó la palabra Diego y decidió enviar un pintor a Huanca.
Uno de los más afamados pintores de la escuela cusqueña fue elegido para esta privilegiada labor. Diego Quispe informó al Pintor de todos los detalles de la aparición y pintó sobre la roca viva la figura de Cristo, al hacer su trabajo parecía que una mano divina lo guiaba. De ese modo, el retrato del señor de Huanca inició una piadosa tradición que algunos indígenas del lugar realizarían casi en secreto.
Por entonces el Obispo Manuel Mollinedo y Angulo gobernaba la iglesia de Cusco, todo parece indicar que el prelado no pudo confirmar la veracidad de la aparición, el Cura Urioste Borda sabía la verdad pero ya había muerto antes de confirmar la aparición. Así que se decidió mantener silencio pero la iglesia toleró el culto al Señor de Huanca y permitió que en algunas épocas del año se celebraran los santos misterios en la pequeña capilla. Todavía acudían en busca del Señor de Huanca pocos devotos en su mayoría indígenas de Chincheros, su fama no alcanzaba aún los ribetes actuales.

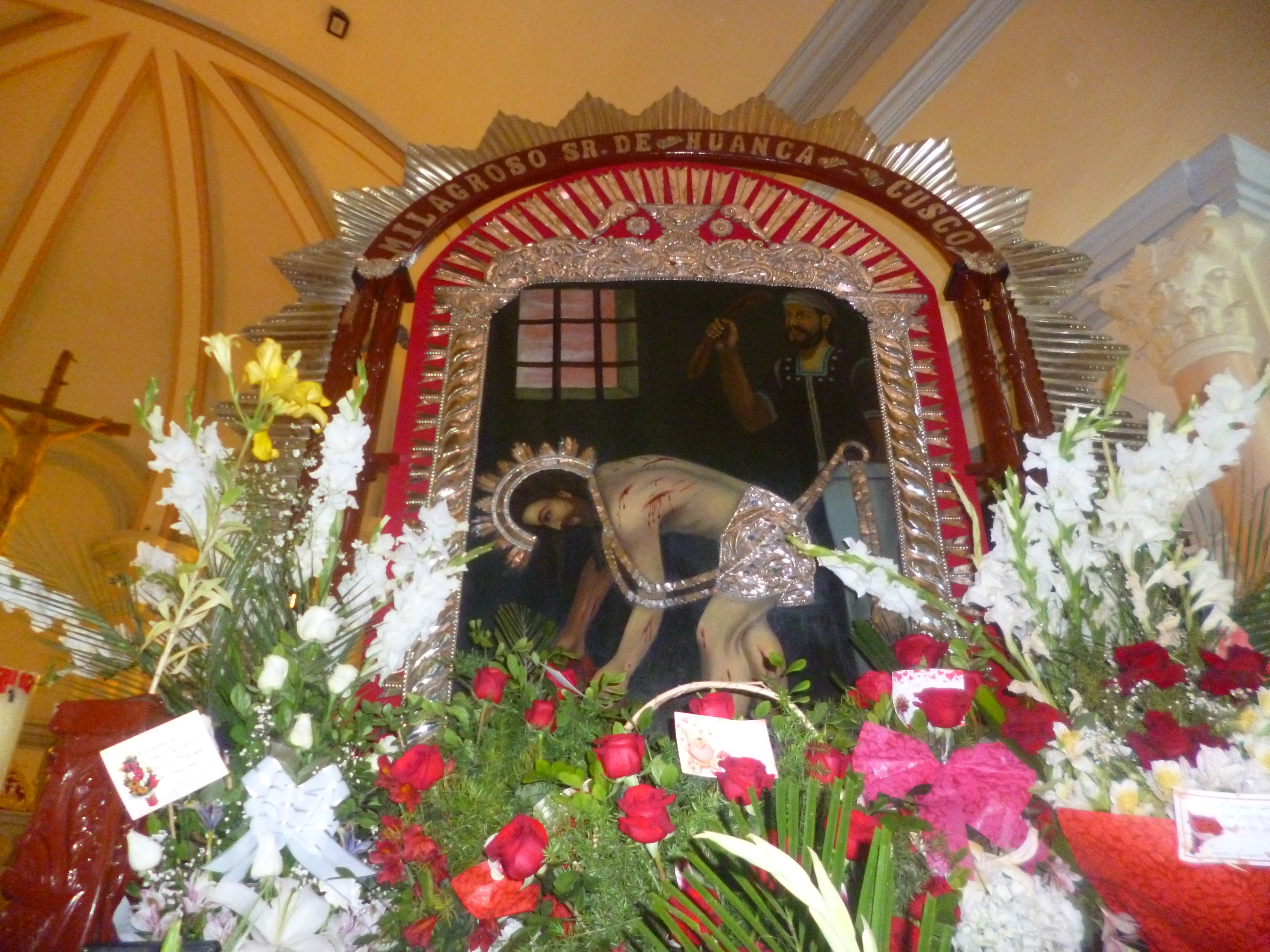
Imagen del Señor de Huanca, que se venera en la iglesia catedral de Huancayo.

## En Huancayo

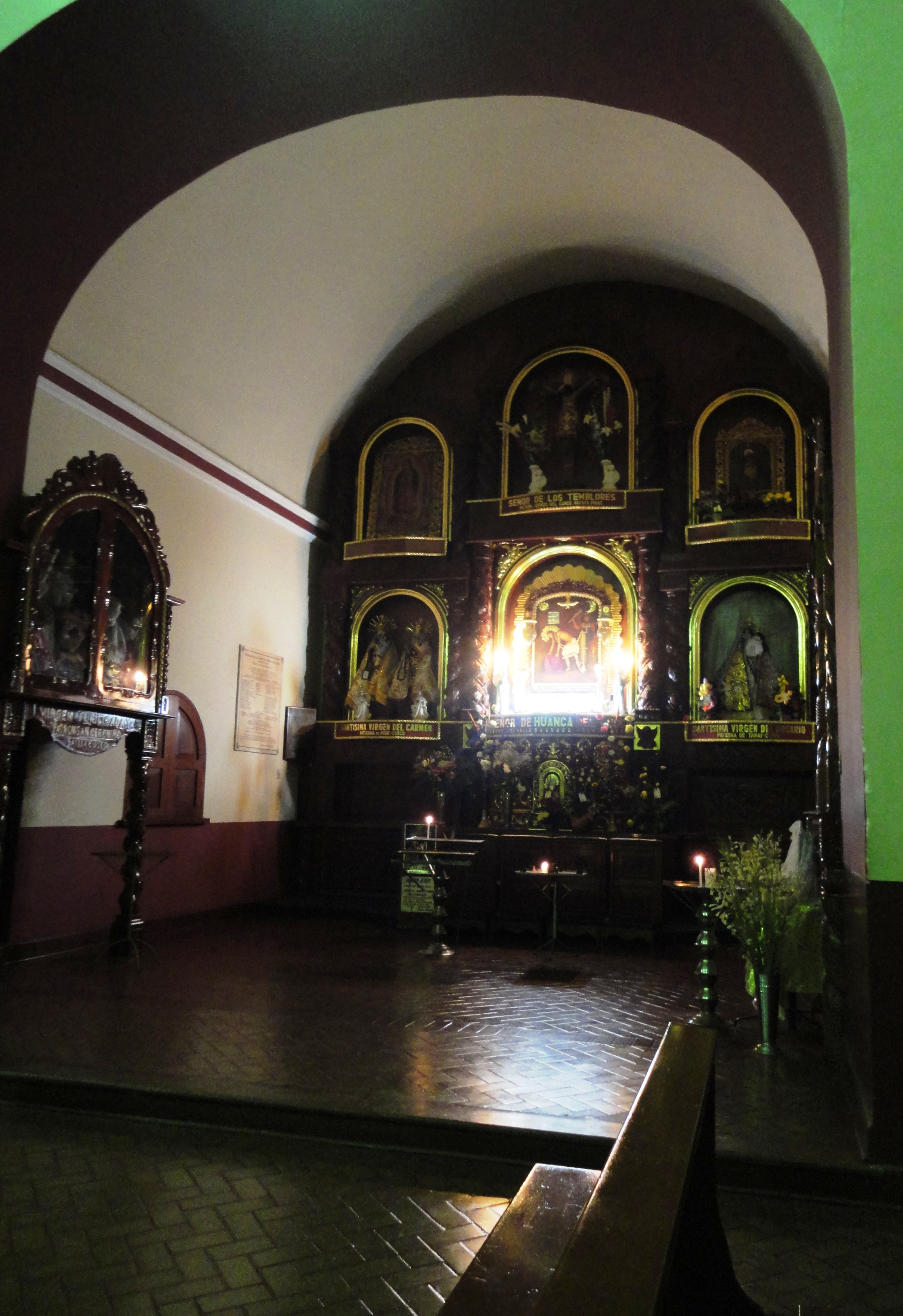
Señor de Huanca, en la iglesia San Sebastián de Lima, Perú.

En la Catedral de Huancayo, en la nave lateral izquierda se halla un retablo y en ella está la imagen del «Señor de Huanca», su fiesta se celebra el 14 de setiembre de cada año, iniciando la festividad con las misas de novena, y concluyendo con la procesión del Señor, por las principales calles del casco histórico de la ciudad, llegando a visitar la Compañía de Bomberos. Durante las Procesiones, un lienzo de la Virgen de la Merced, pintado por la Escuela Cusqueña, se ubica en la parte posterior de la imagen del Señor. Esta celebración está a cargo de la Hermandad del Señor de Huanca, y los Residentes Cusqueños en la ciudad de Huancayo.

## En Lima
En la céntrica iglesia de la Merced, en la nave lateral derecha se halla un retablo y en una hornacina, está la imagen del "Señor de Huanca", dicho motivo litúrgico se halla a dos cuadras de la plaza Mayor de Lima. En la Iglesia de San Sebastián en el centro de Lima, también hay por lo menos  4 imágenes del Señor de Huanca perteneciente a los diferentes distritos o provincia de Cusco, y desde días antes se le hace misa al Señor.